# Eutropis darevskii
Eutropis darevskii är en ödleart som beskrevs av  Bobrov 1992. Eutropis darevskii ingår i släktet Eutropis och familjen skinkar.
Artens utbredningsområde är Vietnam. Inga underarter finns listade i Catalogue of Life.